# Football Club Legnago Salus 2020-2021
Questa voce raccoglie le informazioni riguardanti il Football Club Legnago Salus nelle competizioni ufficiali della stagione 2020-2021.

## Stagione
Nella stagione 2020-2021 il Legnago disputa il girone B del campionato di Serie C, raccoglie 38 punti con il sedicesimo posto. La squadra biancoazzurra ha raccolto 18 punti nel girone di andata e 20 nel girone di ritorno. Per ottenere la salvezza  ha disputato e vinto il Play-out contro il Ravenna, imponendosi in entrambe le gare. Per questa stagione non si è giocata la Coppa Italia di Serie C.

## Divise e sponsor
| Casa | Trasferta |

## Rosa
| N. |                         | Ruolo | Calciatore               |
| -- | ----------------------- | ----- | ------------------------ |
| 1  | Italia (bandiera)       | P     | Filippo Pavoni           |
| 2  | Italia (bandiera)       | D     | Manuel Ricciardi         |
| 3  | Italia (bandiera)       | D     | Stefano Pellizzari       |
| 4  | Italia (bandiera)       | C     | Francesco Antonelli      |
| 5  | Italia (bandiera)       | C     | Nicola Stefanelli        |
| 6  | Italia (bandiera)       | D     | Andrea Bondioli          |
| 7  | Italia (bandiera)       | D     | Alessio Girgi            |
| 8  | Burkina Faso (bandiera) | C     | Abdul Yabré              |
| 9  | Italia (bandiera)       | A     | Alex Rolfini             |
| 10 | Italia (bandiera)       | C     | Mirko Giacobbe           |
| 11 | Italia (bandiera)       | A     | Lorenzo Sgarbi           |
| 12 | Italia (bandiera)       | P     | Semuel Pizzignacco       |
| 13 | Italia (bandiera)       | D     | Armando Perna (capitano) |
| 14 | Slovenia (bandiera)     | A     | Dejan Lazarević          |
| 15 | Italia (bandiera)       | D     | Alberto Senese           |
| 16 | Italia (bandiera)       | A     | Previs Melaca            |
| 17 | Italia (bandiera)       | A     | Mohammed Amine Chakir    |

| N. |                       | Ruolo | Calciatore          |
| -- | --------------------- | ----- | ------------------- |
| 18 | Italia (bandiera)     | C     | Matteo Gasperi      |
| 19 | Italia (bandiera)     | A     | Davide Luppi        |
| 20 | Italia (bandiera)     | C     | Luca Zanetti        |
| 21 | Italia (bandiera)     | C     | Gabriele Carannante |
| 21 | Italia (bandiera)     | C     | Gianluca Laurenti   |
| 22 | San Marino (bandiera) | P     | Edoardo Colombo     |
| 22 | Italia (bandiera)     | P     | Edoardo Corvi       |
| 23 | Italia (bandiera)     | D     | Alessandro Zanoli   |
| 24 | Italia (bandiera)     | A     | Francesco Grandolfo |
| 25 | Italia (bandiera)     | C     | Alessandro Lovisa   |
| 26 | Italia (bandiera)     | C     | Simone Mazzali      |
| 27 | Italia (bandiera)     | C     | Danilo Bulevardi    |
| 28 | Italia (bandiera)     | C     | Fabio Morselli      |
| 29 | Croazia (bandiera)    | A     | Nikola Burić        |
| 34 | Italia (bandiera)     | D     | Marco Ruggero       |
| 35 | Italia (bandiera)     | C     | Lorenzo Ranelli     |

## Calciomercato

### Sessione estiva(dal 01/09 al 05/10)
| Acquisti | Acquisti            | Acquisti       | Acquisti   |
| R.       | Nome                | da             | Modalità   |
| -------- | ------------------- | -------------- | ---------- |
| P        | Edoardo Colombo     | Juventus       | prestito   |
| P        | Filippo Pavoni      | Chievo         | prestito   |
| P        | Semuel Pizzignacco  | L.R. Vicenza   | prestito   |
| D        | Alessio Girgi       | Atalanta       | prestito   |
| D        | Stefano Pellizzari  | Reggio Audace  | svincolato |
| D        | Armando Perna       | Modena         | svincolato |
| D        | Manuel Ricciardi    | Ascoli         | prestito   |
| D        | Marco Ruggero       | Padova         | definitivo |
| D        | Alessandro Zanoli   | Napoli         | prestito   |
| C        | Danilo Bulevardi    | Cavese         | svincolato |
| C        | Gabriele Carannante | Parma          | prestito   |
| C        | Matteo Gasperi      | Südtirol       | definitivo |
| A        | Francesco Grandolfo | Sambenedettese | svincolato |
| A        | Fabio Morselli      | Pescara        | prestito   |
| A        | Alex Rolfini        | Carpi          | svincolato |
| A        | Lorenzo Sgarbi      | Napoli         | prestito   |

| Cessioni | Cessioni                 | Cessioni             | Cessioni      |
| R.       | Nome                     | a                    | Modalità      |
| -------- | ------------------------ | -------------------- | ------------- |
| P        | Giacomo Drago            | Novara               | fine prestito |
| P        | Manuel Enzo              | Arzignano Valchiampo | svincolato    |
| P        | Yvan Landry Wangue Moumi | SPAL                 | fine prestito |
| P        | Matteo Zanchetta         | Vigasio              | svincolato    |
| D        | Lorenzo Botturi          | Parma                | fine prestito |
| D        | Francesco Contri         | Ciliverghe           | svincolato    |
| D        | Dumitru Demian           | Dacia Buiucani       | svincolato    |
| D        | Alessio Forestan         | L.R. Vicenza         | fine prestito |
| D        | Simone Mazzali           |                      | svincolato    |
| D        | Riccardo Meneghini       |                      | svincolato    |
| C        | Zakaria Darraji          | Mezzolara            | svincolato    |
| C        | Enrico Sabba             | Sammaurese           | svincolato    |
| A        | Vincenzo Barone          | Delta Porto Tolle    | svincolato    |
| A        | Antonio Broso            | Foligno              | svincolato    |
| A        | Sasa Cicarevic           | Cjarlins Muzane      | svincolato    |
| A        | Jacopo Finessi           | Padova               | fine prestito |
| A        | Andrea Miatton           | Arcella              | svincolato    |
| A        | Enrico Sabba             |                      | svincolato    |

### Operazioni tra le due sessioni
| Acquisti | Acquisti     | Acquisti | Acquisti   |
| R.       | Nome         | da       | Modalità   |
| -------- | ------------ | -------- | ---------- |
| A        | Davide Luppi |          | svincolato |

| Cessioni | Cessioni | Cessioni | Cessioni |
| R.       | Nome     | a        | Modalità |
| -------- | -------- | -------- | -------- |

### Sessione invernale(dal 04/01 al 01/02)
| Acquisti | Acquisti          | Acquisti   | Acquisti   |
| R.       | Nome              | da         | Modalità   |
| -------- | ----------------- | ---------- | ---------- |
| P        | Edoardo Corvi     | Parma      | prestito   |
| D        | Nicola Stefanelli | Modena     | svincolato |
| C        | Gianluca Laurenti | Modena     | svincolato |
| C        | Dejan Lazarević   |            | svincolato |
| C        | Alessandro Lovisa | Fiorentina | prestito   |
| A        | Nikola Burić      | Rudeš      | definitivo |

| Cessioni | Cessioni            | Cessioni | Cessioni      |
| R.       | Nome                | a        | Modalità      |
| -------- | ------------------- | -------- | ------------- |
| P        | Edoardo Colombo     | Juventus | fine prestito |
| D        | Alberto Senese      | Napoli   | fine prestito |
| C        | Gabriele Carannante | Parma    | fine prestito |
| A        | Davide Luppi        | Modena   | definitivo    |

## Risultati

### Serie C

#### Girone di andata
| Arbitro: | Crezzini (Siena) |

|                       |           |                            |
| Nava 30’ Gelonese 80’ | Marcatori | 16’ Rolfini 89’ Pellizzari |

| Arbitro: | Marotta (Sapri) |

|              |           |  |
| Zanoli 45+1’ | Marcatori |  |

| Verona 7 ottobre 2020, ore 20:45 CEST 3ª giornata | Virtus Verona     | 0 – 0 referto | Legnago | Centro sportivo Mario Gavagnin-Sinibaldo Nocini (300 spett.)\| Arbitro: \| Scarpa (Collegno) \| |
| Arbitro:                                          | Scarpa (Collegno) |               |         |                                                                                                 |

| Arbitro: | Carella (Bari) |

|                                                |           |  |
| Bulevardi 40’ Grandolfo 53’ (rig.) Rolfini 63’ | Marcatori |  |

| Arbitro: | Delrio (Reggio Emilia) |

|                 |           |              |
| Della Latta 79’ | Marcatori | 2’ Bulevardi |

| Arbitro: | Panettella (Bari) |

|  |           |                                |
|  | Marcatori | 15’ Melchiorri 76’ Bianchimano |

| Gubbio 25 ottobre 2020, ore 20:30 CET 7ª giornata | Gubbio         | 0 – 0 referto | Legnago | Stadio Pietro Barbetti (276 spett.)\| Arbitro: \| Saia (Palermo) \| |
| Arbitro:                                          | Saia (Palermo) |               |         |                                                                     |

| Arbitro: | Turrini (Firenze) |

|               |           |               |
| Grandolfo 23’ | Marcatori | 37’ Scarsella |

| Carpi 8 novembre 2020, ore 15:00 CET 9ª giornata | Carpi             | 0 – 0 referto | Legnago | Stadio Sandro Cabassi (0 spett.)\| Arbitro: \| Giaccaglia (Jesi) \| |
| Arbitro:                                         | Giaccaglia (Jesi) |               |         |                                                                     |

| Arbitro: | Madonia (Palermo) |

|              |           |                          |
| Morselli 40’ | Marcatori | 50’ Bordo 68’ Pizzutelli |

| Arbitro: | Cavaliere (Paola) |

|          |           |  |
| Nepi 84’ | Marcatori |  |

| Arbitro: | Scatena (Avezzano) |

|                 |           |              |
| Chakir 27’, 49’ | Marcatori | 56’ Polidori |

| Arbitro: | Garofalo (Torre del Greco) |

|            |           |                  |
| Masini 89’ | Marcatori | 13’ (rig.) Luppi |

| Arbitro: | Emmanuele (Pisa) |

|  |           |               |
|  | Marcatori | 90+3’ Capanni |

| Arbitro: | Acanfora (Castellammare di Stabia) |

|          |           |  |
| Tait 81’ | Marcatori |  |

| Legnago 20 dicembre 2020, ore 17:30 CET 16ª giornata | Legnago            | 0 – 0 referto | Mantova | Stadio Mario Sandrini (0 spett.)\| Arbitro: \| Cherchi (Carbonia) \| |
| Arbitro:                                             | Cherchi (Carbonia) |               |         |                                                                      |

| Arbitro: | Maggio (Lodi) |

|                   |           |           |
| Cutolo 88’ (rig.) | Marcatori | 35’ Luppi |

| Arbitro: | Cosso (Reggio Calabria) |

|  |           |             |
|  | Marcatori | 81’ Sodinha |

| Arbitro: | Sfira (Pordenone) |

|                               |           |              |
| Neglia 16’ (rig.) Boateng 49’ | Marcatori | 3’ Antonelli |

#### Girone di ritorno
| Arbitro: | Di Cairano (Ariano Irpino) |

|                                |           |                      |
| Luppi 20’ (rig.) Grandolfo 63’ | Marcatori | 79’ (rig.) E. Marchi |

| Arbitro: | Fiero (Pistoia) |

|            |           |               |
| Mokulu 63’ | Marcatori | 23’ Bulevardi |

| Arbitro: | Centi (Viterbo) |

|  |           |               |
|  | Marcatori | 90+1’ Lonardi |

| Arbitro: | Carrione (Castellammare di Stabia) |

|                                     |           |            |
| Petrella 37’, 46’ G. Gomez 61’, 65’ | Marcatori | 74’ Lovisa |

| Arbitro: | Ricci (Firenze) |

|  |           |                           |
|  | Marcatori | 74’ Hraiech 90+4’ Santini |

| Arbitro: | Luciani (Roma) |

|                                                       |           |  |
| Elia 28’, 60’ Bianchimano 76’ Melchiorri 90+1’ (rig.) | Marcatori |  |

| Arbitro: | Cudini (Fermo) |

|              |           |                                     |
| Bulevardi 4’ | Marcatori | 8’ Gómez 90+4’ (rig.) J. Pellegrini |

| Arbitro: | Scatena (Avezzano) |

|               |           |  |
| Scarsella 40’ | Marcatori |  |

| Legnago 3 marzo 2021, ore 15:00 CET 28ª giornata | Legnago             | 0 – 0 referto | Carpi | Stadio Mario Sandrini (0 spett.)\| Arbitro: \| Zucchetti (Foligno) \| |
| Arbitro:                                         | Zucchetti (Foligno) |               |       |                                                                       |

| Arbitro: | Baratta (Rossano) |

|                                                             |           |                      |
| Leonetti 12’, 83’ Balestrero 39’ Moretti 46’ Volpicelli 85’ | Marcatori | 57’ (rig.) Grandolfo |

| Arbitro: | Vergaro (Bari) |

|                                      |           |  |
| Bondioli 9’ Chakir 27’ Lazarević 33’ | Marcatori |  |

| Imola 17 marzo 2021, ore 17:30 CET 31ª giornata | Imolese        | 0 – 0 referto | Legnago | Stadio Romeo Galli (0 spett.)\| Arbitro: \| Caldera (Como) \| |
| Arbitro:                                        | Caldera (Como) |               |         |                                                               |

| Arbitro: | Zamagni (Cesena) |

|                    |           |                  |
| Rolfini 48’ (rig.) | Marcatori | 39’ (rig.) Botta |

| Arbitro: | Perri (Roma) |

|  |           |                                        |
|  | Marcatori | 34’ Burić 74’ Pellizzari 90’ Grandolfo |

| Arbitro: | De Tommaso (Rimini) |

|                         |           |                                             |
| Antonelli 40’ Burić 54’ | Marcatori | 21’ Malomo 63’ (rig.) Casiraghi 74’ Vinetot |

| Arbitro: | Ferrieri Caputi (Livorno) |

|  |           |                            |
|  | Marcatori | 9’ Ricciardi 59’ Grandolfo |

| Arbitro: | Cascone (Nocera Inferiore) |

|               |           |                 |
| Bulevardi 27’ | Marcatori | 90+6’ Di Grazia |

| Arbitro: | Ubaldi (Roma) |

|                                     |           |  |
| Luppi 68’ Pierini 75’ Castiglia 81’ | Marcatori |  |

| Arbitro: | Carella (Bari) |

|                                               |           |             |
| Grandolfo 5’ (rig.), 33’ Bulevardi 18’ (rig.) | Marcatori | 45+2’ Iotti |

#### Play-out
| Arbitro: | D'Ascanio (Ancona) |

|  |           |                  |
|  | Marcatori | 70’ (rig.) Burić |

| Arbitro: | G. Miele (Nola) |

|                             |           |  |
| Bulevardi 8’, 81’ Burić 68’ | Marcatori |  |

## Statistiche

### Statistiche di squadra
| Competizione | Punti | In casa | In casa | In casa | In casa | In casa | In casa | In trasferta | In trasferta | In trasferta | In trasferta | In trasferta | In trasferta | Totale | Totale | Totale | Totale | Totale | Totale | D.R. |
| Competizione | Punti | G       | V       | N       | P       | Gf      | Gs      | G            | V            | N            | P            | Gf           | Gs           | G      | V      | N      | P      | Gf     | Gs     | D.R. |
| ------------ | ----- | ------- | ------- | ------- | ------- | ------- | ------- | ------------ | ------------ | ------------ | ------------ | ------------ | ------------ | ------ | ------ | ------ | ------ | ------ | ------ | ---- |
| Serie C      | 38    | 19      | 6       | 5       | 8       | 21      | 20      | 19           | 2            | 9            | 8            | 14           | 27           | 38     | 8      | 14     | 16     | 35     | 47     | -12  |

### Andamento in campionato
| Giornata  | 1  | 2 | 3 | 4 | 5 | 6  | 7  | 8  | 9  | 10 | 11 | 12 | 13 | 14 | 15 | 16 | 17 | 18 | 19 | 20 | 21 | 22 | 23 | 24 | 25 | 26 | 27 | 28 | 29 | 30 | 31 | 32 | 33 | 34 | 35 | 36 | 37 | 38 |
| --------- | -- | - | - | - | - | -- | -- | -- | -- | -- | -- | -- | -- | -- | -- | -- | -- | -- | -- | -- | -- | -- | -- | -- | -- | -- | -- | -- | -- | -- | -- | -- | -- | -- | -- | -- | -- | -- |
| Luogo     | T  | C | T | C | T | C  | T  | C  | T  | C  | T  | C  | T  | C  | T  | C  | T  | C  | T  | C  | T  | C  | T  | C  | T  | C  | T  | C  | T  | C  | T  | C  | T  | C  | T  | C  | T  | C  |
| Risultato | N  | V | N | V | N | P  | N  | N  | N  | P  | P  | V  | N  | P  | P  | N  | N  | P  | P  | V  | N  | P  | P  | P  | P  | P  | P  | N  | P  | V  | N  | N  | V  | P  | V  | N  | P  | V  |
| Posizione | 10 | 5 | 7 | 4 | 6 | 13 | 12 | 12 | 11 | 13 | 14 | 13 | 13 | 14 | 16 | 14 | 15 | 15 | 15 | 15 | 15 | 15 | 16 | 16 | 17 | 18 | 18 | 18 | 18 | 18 | 17 | 17 | 16 | 16 | 16 | 16 | 16 | 16 |

Legenda:

Luogo: C = Casa; T = Trasferta. Risultato: V = Vittoria; N = Pareggio; P = Sconfitta.